# Arctosuchus tigrinus
Arctosuchus tigrinus és una espècie extinta de sinàpsids de la família dels gorgonòpids que visqué durant el Lopingià (Permià superior) en allò que avui en dia és Sud-àfrica. Es tracta de l'única espècie reconeguda del gènere Arctosuchus. Una hipotètica segona espècie trobada al Canadà, A. buceros, data del Triàsic i molt probablement pertany a un altre grup indeterminat de sinàpsids. L'holotip (i únic espècimen conegut) de A. tigrinus és un crani fragmentari amb un os dental també fragmentari.